# Візіком карти
Візіком Карти (англ. Visicom Maps) — онлайновий картографічний сервіс. Проєкт розробляється компанією Візіком. Сервіс надає докладну карту України і понад 4310 міст з адресною частиною. Доступний за адресою maps.visicom.ua [Архівовано 26 жовтня 2019 у Wayback Machine.].

## Технічні особливості
- Усі населені пункти України в масштабі, що дозволяє бачити вулиці;
- 4310 населених пунктів України представлені в масштабі 1:10 000 і містять контури будівель в адміністративних межах міст, адресну частину або назви вулиць.
- Адресне покриття [Архівовано 12 серпня 2019 у Wayback Machine.] Кількість таких населених пунктів постійно збільшується. Всі населені пункти з цього переліку (будівлі, адресна й об'єктова частина) оновлюються за супутниковими знімками і через мережу співвиконавців, які є у всіх обласних центрах; для населених пунктів, що мають адресну частину збирається і відображається інформація про інфраструктуру: магазини, банки, банкомати, ресторани тощо, всього понад 100 рубрик. Наразі зібрано і постійно оновлюється інформація про більш ніж 268 553 об'єктів;
- Усі дороги України, аж до ґрунтових і польових;
- Інфраструктура вздовж доріг: АЗС, ресторани, готелі тощо. База даних постійно поповнюється новими населеними пунктами. Сервіс дає змогу виконувати пошук по адресній частині, прокладати автомобільний маршрут. Картографічні дані доступні українською, російською та англійською мовами.

## Visicom Maps для розробників
Компанією розроблено API [Архівовано 2 липня 2014 у Wayback Machine.], який дає змогу розробникам використовувати дані карти «Візіком» у своїх програмних продуктах.
«Visicom Data API» [Архівовано 25 квітня 2014 у Wayback Machine.] — це вебсервіс, за допомогою якого компанія «Візіком» надає доступ до географічних даних:
- Адресна частина
- Адміністративний поділ
- Географічні назви (топоніми)
- Точки інтересу (POI)
- Автомобільні маршрути

«Visicom Tiles» [Архівовано 8 серпня 2019 у Wayback Machine.] — вебсервіс зберігання та отримання растрових картографічних даних. Для «тайлового» сервера за основу взяті рекомендації OSGeo Tile Map Service [Архівовано 12 квітня 2021 у Wayback Machine.]
Static API — дозволяє отримувати статичне зображення карти для використання в HTML-сторінці або на мобільному пристрої, не вдаючись до програмування або використанню динамічного завантаження сторінок. У планах розробка нових функцій:
- Побудова оптимальних маршрутів, Завдання комівояжера, TSP;
- Вирішення завдання логістики — побудова матриці маршрутів;
- Можливість перекриття ділянок доріг для проїзду.

## Карта для ПК
Знято з продажу. Не оновлюється.
У квітні 2009 року компанія «Візіком» випустила десктопну версію карти для ПК. Програма працює в ОС Windows (2000, XP, Vista), а також у деяких Linux системах із використанням емулятора Wine і не вимагає для роботи підключення до інтернету.
У 2011 року було оновлено до версії 2011.1. Останнє оновлення у 2014 році - ліцензія коштує 120 грн.

## Див також
- Картографія